# تونينو سورينتينو
تونينو سورينتينو (بالإيطالية: Tonino Sorrentino)‏ (12 مارس 1985 في إيطاليا - ) هو لاعب كرة قدم إيطالي في مركز الهجوم. شارك مع منتخب إيطاليا تحت 15 سنة لكرة القدم ومنتخب إيطاليا تحت 17 سنة لكرة القدم ومنتخب إيطاليا تحت 18 سنة لكرة القدم ومنتخب إيطاليا تحت 19 سنة لكرة القدم ومنتخب إيطاليا تحت 20 سنة لكرة القدم. أما مع النوادي، فقد لعب مع نادي أفيلينو ونادي بارما ونادي بيروجيا ونادي كاتانزارو ونادي سودتيرول وCavese 1919 ‏ وCavese 1919 ‏ ونادي غروسيتو.

## روابط خارجية
- تونينو سورينتينو على موقع قاعدة بيانات كرة القدم.إي يو (الإنجليزية)
- تونينو سورينتينو على موقع عالم كرة القدم.نت (الإنجليزية)